# Červená Hora
Červená Hora är en ort i Tjeckien. Den ligger i den nordöstra delen av landet, 120 km öster om huvudstaden Prag. Červená Hora ligger 373 meter över havet och antalet invånare är 190.
Terrängen runt Červená Hora är platt söderut, men norrut är den kuperad. Terrängen runt Červená Hora sluttar söderut.Runt Červená Hora är det ganska tätbefolkat, med 230 invånare per kvadratkilometer. Närmaste större samhälle är Trutnov, 16,1 km nordväst om Červená Hora. Trakten runt Červená Hora består till största delen av jordbruksmark.